# The Wonderful Eye
The Wonderful Eye è un cortometraggio muto del 1911 diretto da Mack Sennett.

## Trama
Una piccola compagnia teatrale in difficoltà finanziarie cerca una soluzione per trovare il denaro per poter tornare a New York. Quando il capocomico trova per caso un occhio di vetro, gli viene un'idea: lo mette dentro a un sacchetto di noci. In seguito, torna dal fruttivendolo e gli offre cento dollari se troverà il suo occhio di vetro perduto. Quando dal fruttivendolo si presenta con un occhio di vetro un uomo che gli dichiara di averlo trovato nel cartoccio di noci, il commerciante glielo ricompra per cinquanta dollari. L'uomo, che in realtà è il comico della compagnia, incassa il denaro, gli lascia l'occhio di vetro e raggiunge i suoi compari con i soldi che servono a comperare i biglietti per New York. Dal canto suo, il fruttivendolo sta ancora aspettando che l'uomo dall'occhio di vetro perduto ritorni da lui con la mancia promessa di cento dollari.

## Produzione
Il film fu prodotto dalla Biograph Company-

## Distribuzione
Distribuito dalla General Film Company, il film - un cortometraggio in una bobina - uscì nelle sale cinematografiche statunitensi il 3 luglio 1911. Nelle proiezioni, veniva programmato con il sistema dello split reel, accorpato in un'unica bobina con un altro cortometraggio, la commedia Stubbs' New Servants.